# Scott County, Minnesota
Scott County är ett administrativt område i delstaten Minnesota i USA, med 129 928 invånare. Den administrativa huvudorten (county seat) är Shakopee.

## Politik
Scott County har under senare år tenderat att rösta republikanskt. Republikanernas kandidat har vunnit countyt i samtliga fyra presidentval under 2000-talet.

## Geografi
Enligt United States Census Bureau har countyt en total area på 955 km². 924 km² av den arean är land och 31 km² är vatten.

### Angränsande countyn
- Hennepin County - norr
- Dakota County - öst
- Rice County - sydost
- Le Sueur County - sydväst
- Sibley County - väst
- Carver County - nordväst

### Orter
- Belle Plaine
- Elko New Market
- Jordan
- New Prague (delvis i Le Sueur County)
- Prior Lake
- Savage
- Shakopee (huvudort)